# Avshalom
Avshalom (en hebreo: אַבְשָׁלוֹם) es un asentamiento comunitario israelí y un centro regional ubicado en el sur de Israel, se encuentra cerca de la frontera entre Egipto y la Franja de Gaza, el moshav cae bajo la jurisdicción del Concejo Regional Eshkol. En 2021 tenía una población de 345 habitantes.

## Historia
Fundado en 1990, el asentamiento lleva el nombre del judío Absalón Feinberg, un espía que fue asesinado en 1917, cuando se dirigía a reunirse con las fuerzas británicas en el norte del Sinaí, no lejos de la ubicación de la aldea. Avshalom inicialmente fue un lugar para inmigrantes procedentes de la antigua Unión Soviética, que querían ser absorbidos por los asentamientos de la región de Hevel Shalom. En 1997, como estos asentamientos se negaron a absorberlos, se convirtió en un asentamiento permanente, y la mayoría de los residentes trabajaban en los asentamientos cercanos.  Junto a la autopista 232, a unos 3 km al oeste del cruce de Avshalom, se encuentra el Monumento que conmemora las bajas de la 84.ª División Blindada, durante la Guerra de los Seis Días. El monumento fue diseñado por el arquitecto Israel Gudovich y fue erigido en Yamit en 1977. Después de la retirada israelí del Sinaí, fue reconstruido en su ubicación actual utilizando el mismo diseño.